# Скорбященская церковь (Суздаль)
Церковь Иконы Божией Матери «Всех Скорбящих Радость» (Скорбященская церковь) — православный храм в Суздале, построенный в 1750—1787 годах. Имеет парную летнюю Цареконстантиновскую церковь (1707).

## История
Первоначально жителями улиц Воротищи и Старой на этом месте была построена деревянная церковь с трапезной, освящённая в честь Воздвижения креста. Приход был небольшим, церковные служители получали жалование от государя, то есть «ругу». В описи города церковь названа «ружной».
В 1750 году разобрана деревянная Воздвиженская церковь, и средствами прихожан построена каменная с престолом в честь иконы Пресвятой Богородицы, именуемой «Всех скорбящих Радость»; в 1787 году в ней устроен придел во имя святых девяти мучеников, «иже в кизице», Колокольня и ограда.
Церковь отреставрирована в 1952 году.
31 декабря 2009 года храм был передан в пользование Владимирской епархии Русской православной церкви, после чего он был приписан к Богородице-Рождественскому монастырю Владимира. 6 января 2011 года архиепископ Владимирский и Суздальский Евлогий (Смирнов) возглавил первое богослужение в храме.

## Архитектура
Скорбященская церковь представляет собой необычное сочетанием «зимнего» типа храма и пристроенной с запада восьмигранной колокольней с характерным для Суздаля вогнутым шатром.
Небольшое одноэтажное прямоугольное здание с глубокой апсидой декорировано резными наличниками и необычным для Суздаля карнизом из зелёных и красных балясин.
Колокольня с суздальским шатром-«дудкой», имеет некоторое сходство с колокольней Никольской церкви. Для декорации её фасадов использованы неглубокие четырёх- и восьмиугольные ниши, зубчатые карнизы и майоликовые балясины.